# Кур, Жозеф-Дезире
Жозеф Дезире Кур (неправильное написание: Корт; фр. Joseph-Désiré Court; 14 сентября 1797, Руан — 23 января 1865, Париж) — французский живописец, представитель романтического академизма, ассоциируемый со школой Антуана-Жана Гро, мастер исторической картины и портретист, музейный работник.

## Биография
Уроженец Руана. Рано проявил интерес к искусству. Учиться живописи начал в родном городе у художника Марка-Антуана Декана, в мастерской, которую основал его отец, Жан-Батист Декан. После этого продолжил обучение живописи в Париже, став одним из учеников прославленного Антуна-Жана Гро.
В 1821 году 24-летний художник выиграл Римскую премию за программу «Самсон и Далила», после чего смог за государственный счёт совершить поездку в Рим. В Риме Кур активно писал картины и посылал их на выставки в Париж. Картина «Смерть Цезаря» в 1827 году была приобретена парижским Люксембургским музеем, что ещё более упрочило репутацию художника.
В следующем, 1828 году Руанская академия наук, искусств и литературы избрала Кура своим членом-корреспондентом, и практически сразу же заказала художнику большую картину для украшения своего зала заседаний. Кур согласился и создал картину с изображением драматурга Корнеля, восхваляемого французской аристократией после премьеры трагедии «Цинна». За эту работу ему была вручена золотая медаль академии.
После Июльской революции 1830 года правительство короля Луи-Филиппа провело конкурс на большое полотно, которое украсило бы новый зал заседаний Палаты депутатов. На выбор художникам было предложено три темы. Кур выбрал тему: «Мирабо возражает Дрё-Брезе в Генеральных штатах в 1789 году». Его эскиз занял второе место. Неудовлетворённый решением жюри, Кур всё равно выполнил картину и выставил её на Парижском салоне в 1833 году. В настоящее время она хранится в Музее изящных искусств Руана. В конечном итоге Кур всё-таки получил несколько крупных государственных заказов и выполнил ряд росписей для парижской ратуши. В 1838 году он был награждён орденом Почётного легиона.
Устав от суеты Парижа, Кур принял решение вернуться в родной Руан, где в 1853 году занял должность хранителя и реставратора Руанского музея. Проведя в родном городе более десяти лет, художник отправился на лечение в Париж, где в 1865 году скончался. Его останки были перевезены на родину и захоронены на Монументальном кладбище Руана среди захоронений наиболее выдающихся уроженцев города.

## Жозеф-Дезире Кур в России
Некоторое время (по меньшей мере, в начале 1840-х годов) Кур работал в Российской империи. К этому времени относится создание ряда портретов представителей русской аристократии: принца Петра Георгиевича Ольденбургского (Государственный Эрмитаж), сестёр Ольги Щербатовой, в браке Голицыной (Томский областной художественный музей) и Екатерины Щербатовой, в браке Васильчиковой (Государственный Эрмитаж), Татьяны Борисовны Потёмкиной (Юрьев-Польский историко-архитектурный и художественный музей) и некоторых других. Портретировал также польских аристократов.
Более спорной представляется информация иностранных источников, о том, что Кур участвовал в создании предварительных эскизов для мозаик Исаакиевского собора и выполнил портрет его архитектора, Огюста Монферрана.

## Галерея

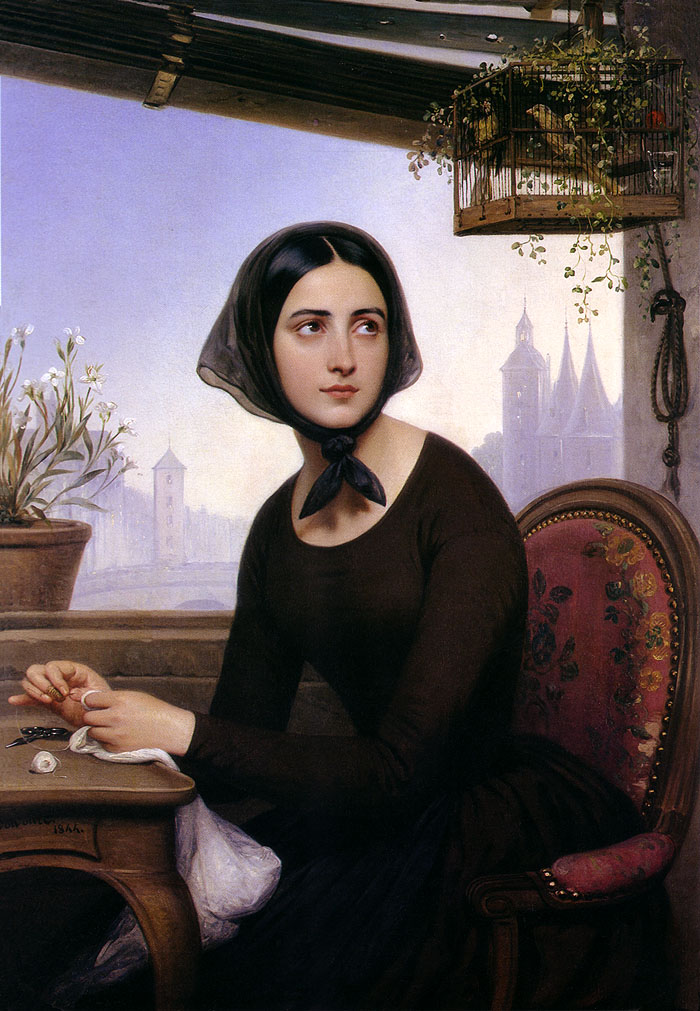
Риголетта, пытающаяся отвлечься во время отсутствия Жермена, 1844. Картина на сюжет романа «Парижские тайны». 1844, Музей изящных искусств, Руан, Франция.
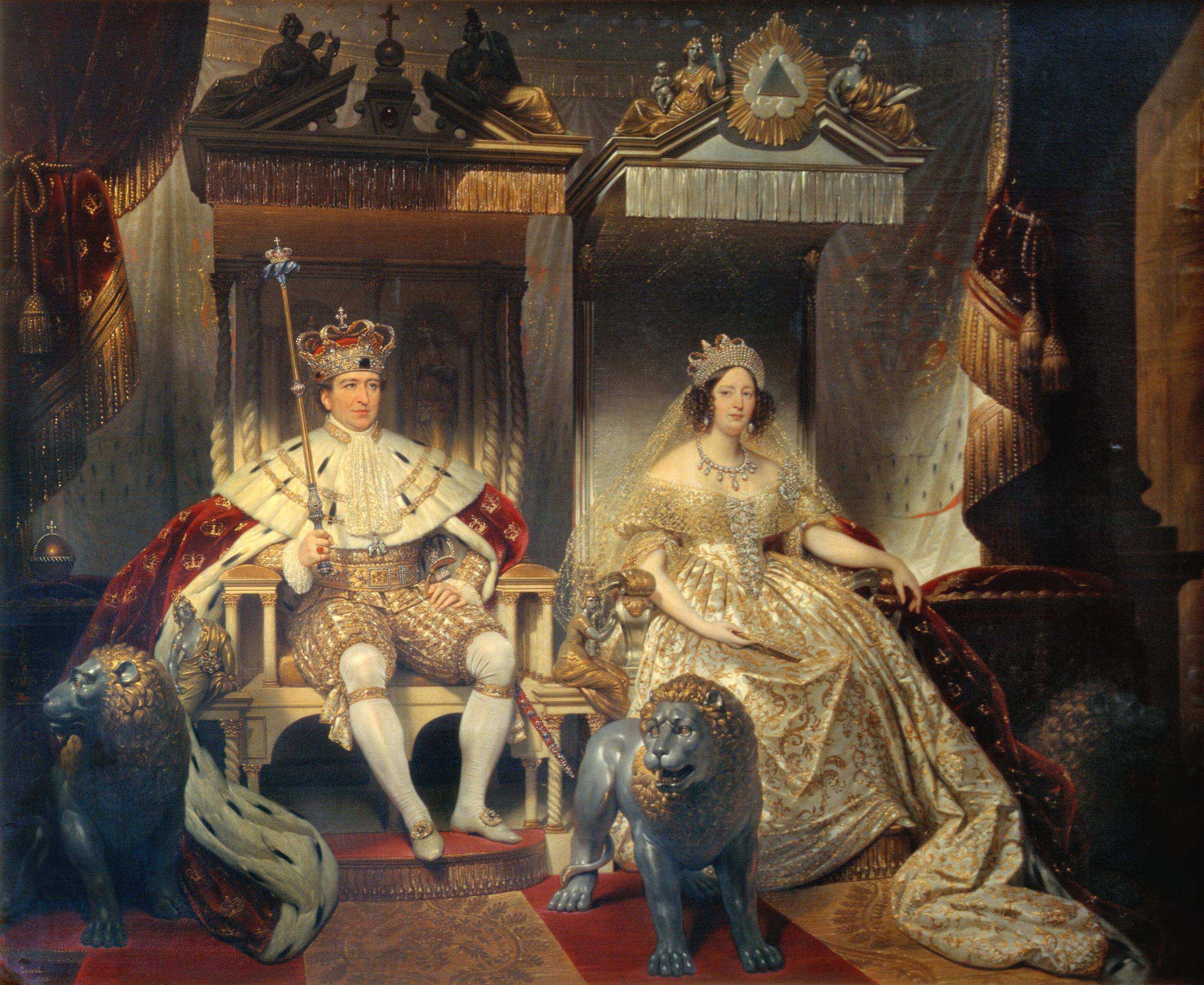
Король Дании Кристиан VIII и королева Амалия в одеяниях для коронации. 1841, Государственный музей искусств, Копенгаген.
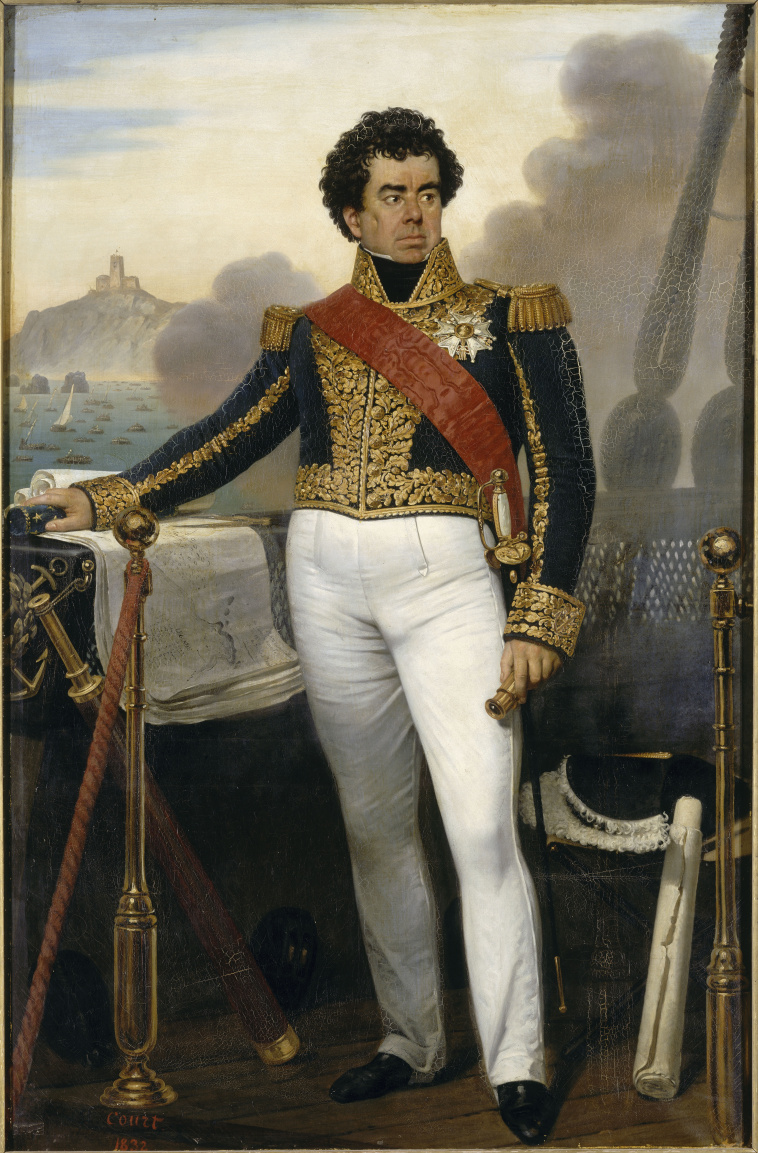
Портрет французского адмирала Ги Виктора Дюперре. 1832, Версаль.
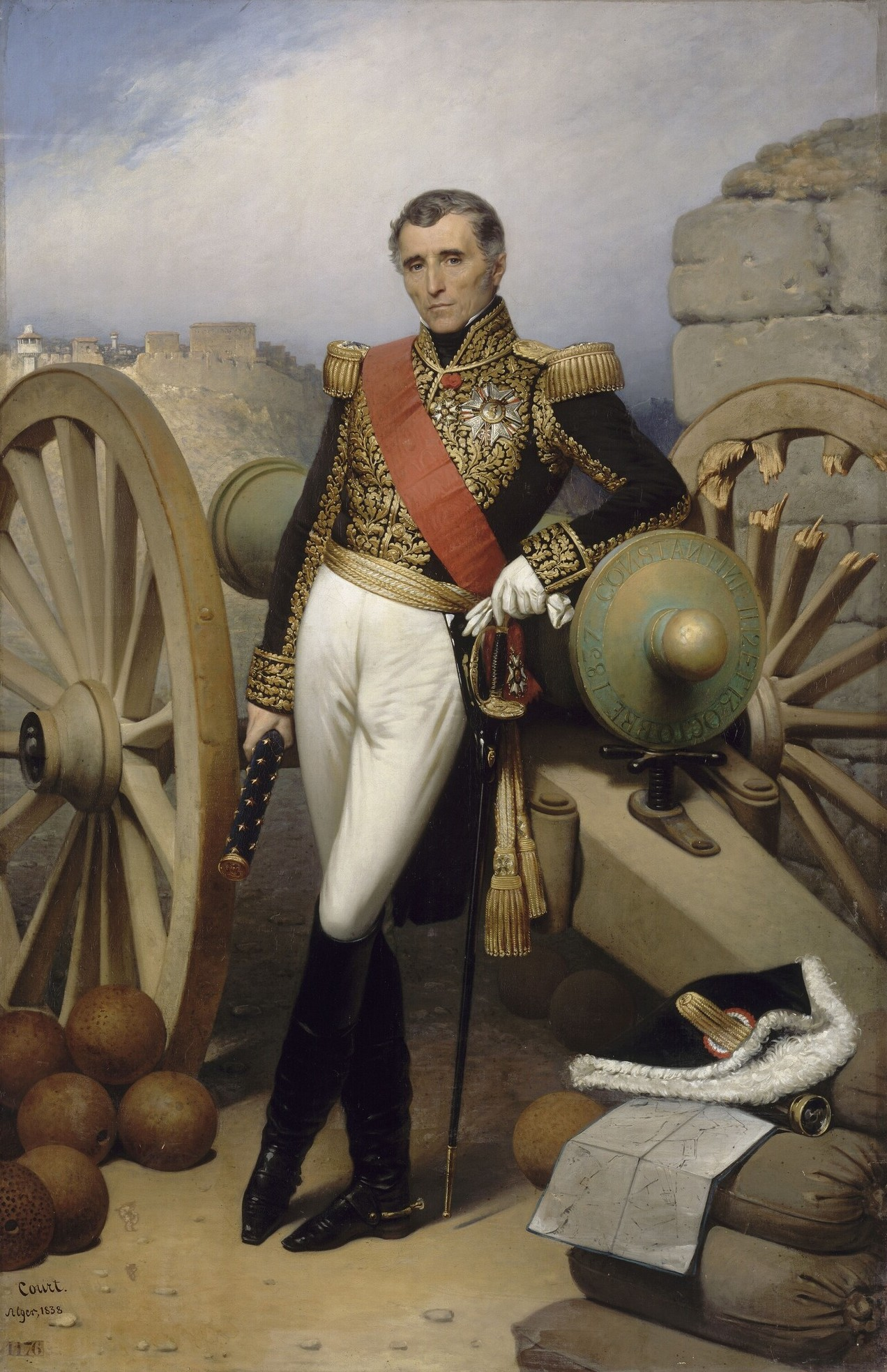
Портрет маршала Франции Сильвена Вале. 1838, Версаль.
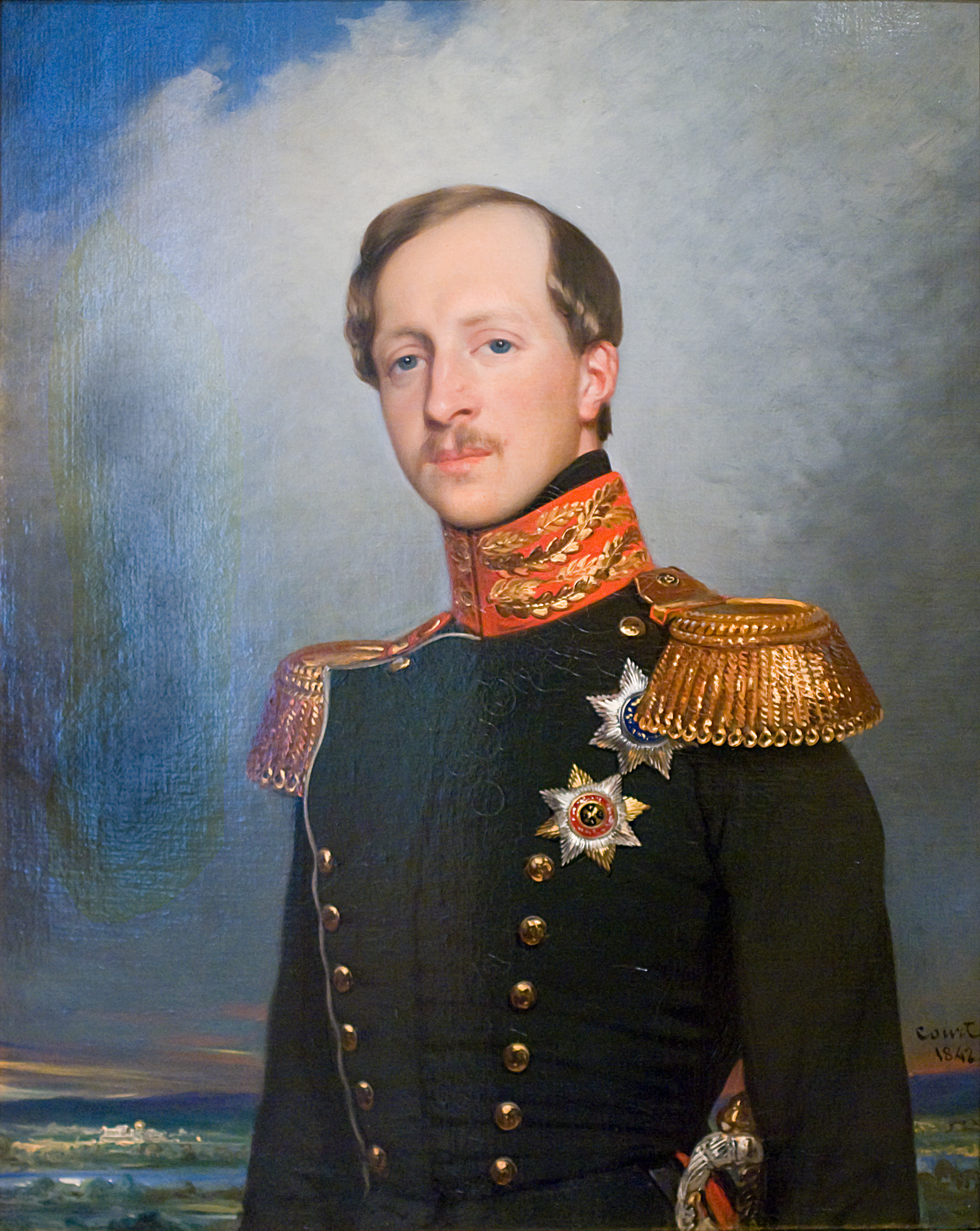
Портрет принца П. Г. Ольденбургского в форме Лейб-гвардии Преображенского полка. 1842, Государственный Эрмитаж.
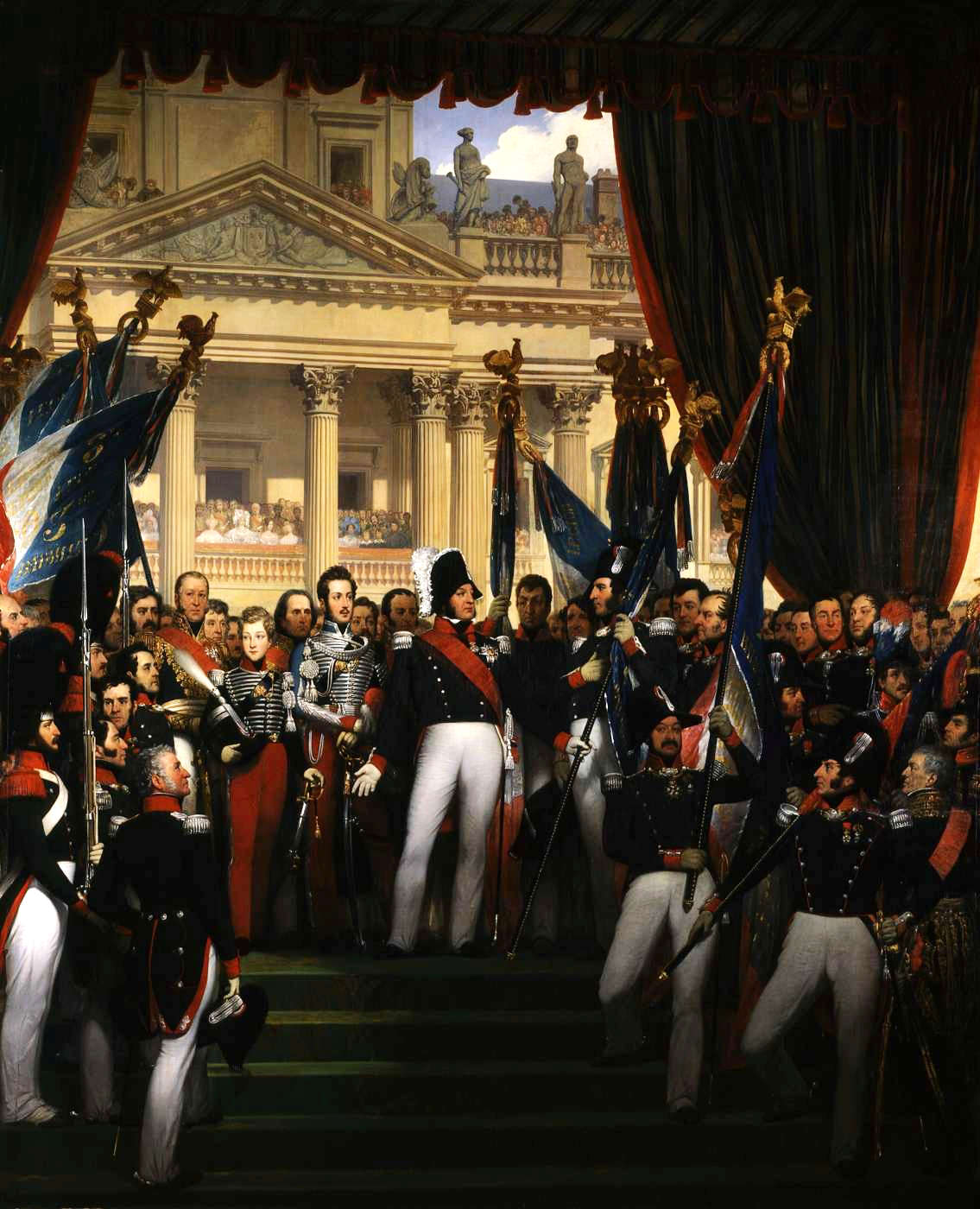
Король Франции Луи-Филипп дарует знамёна Национальной гвардии. 1834.
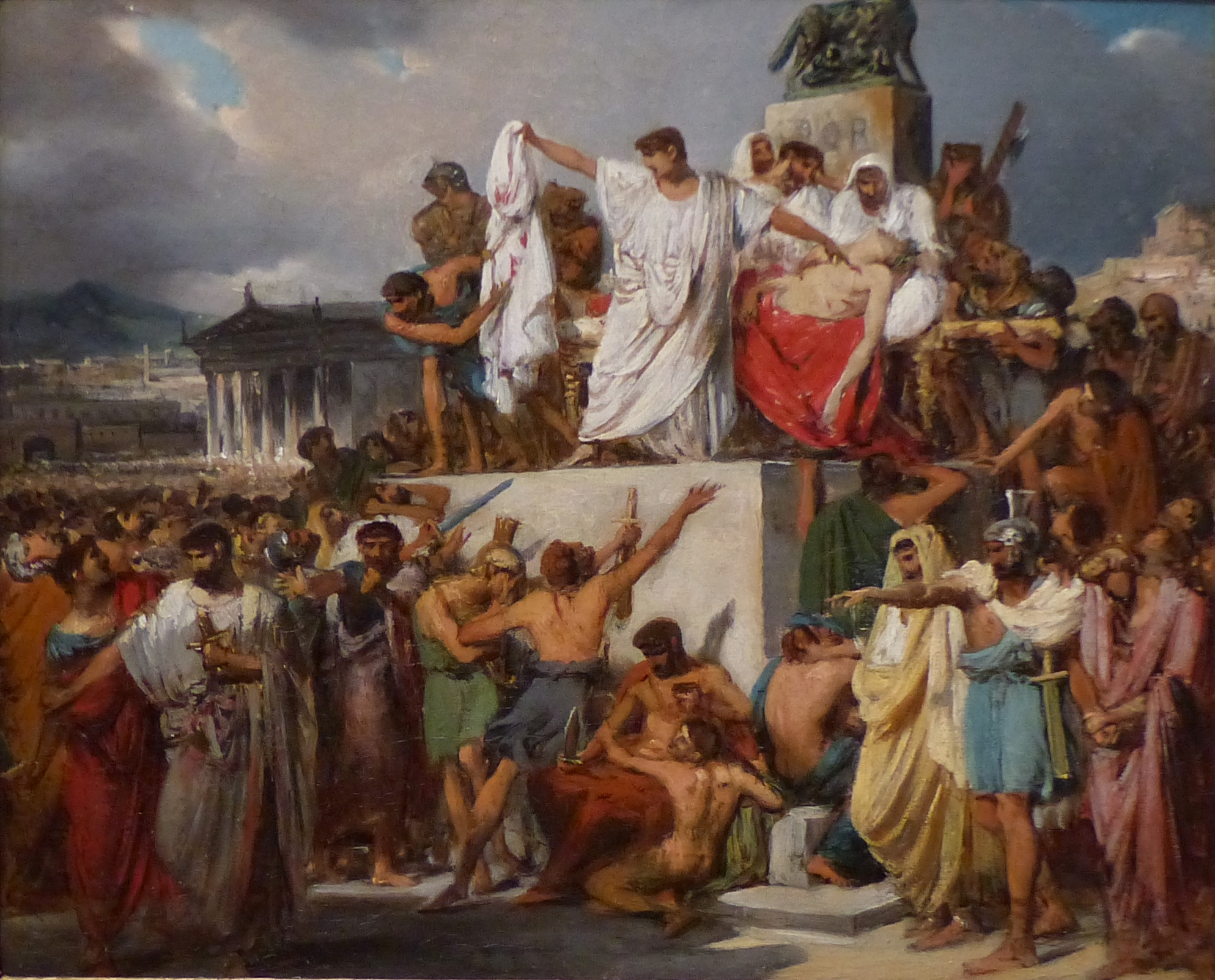
Смерть Юлия Цезаря. Подготовительный эскиз. Около 1826–1827, Музей Фабра, Монпелье, Франция.
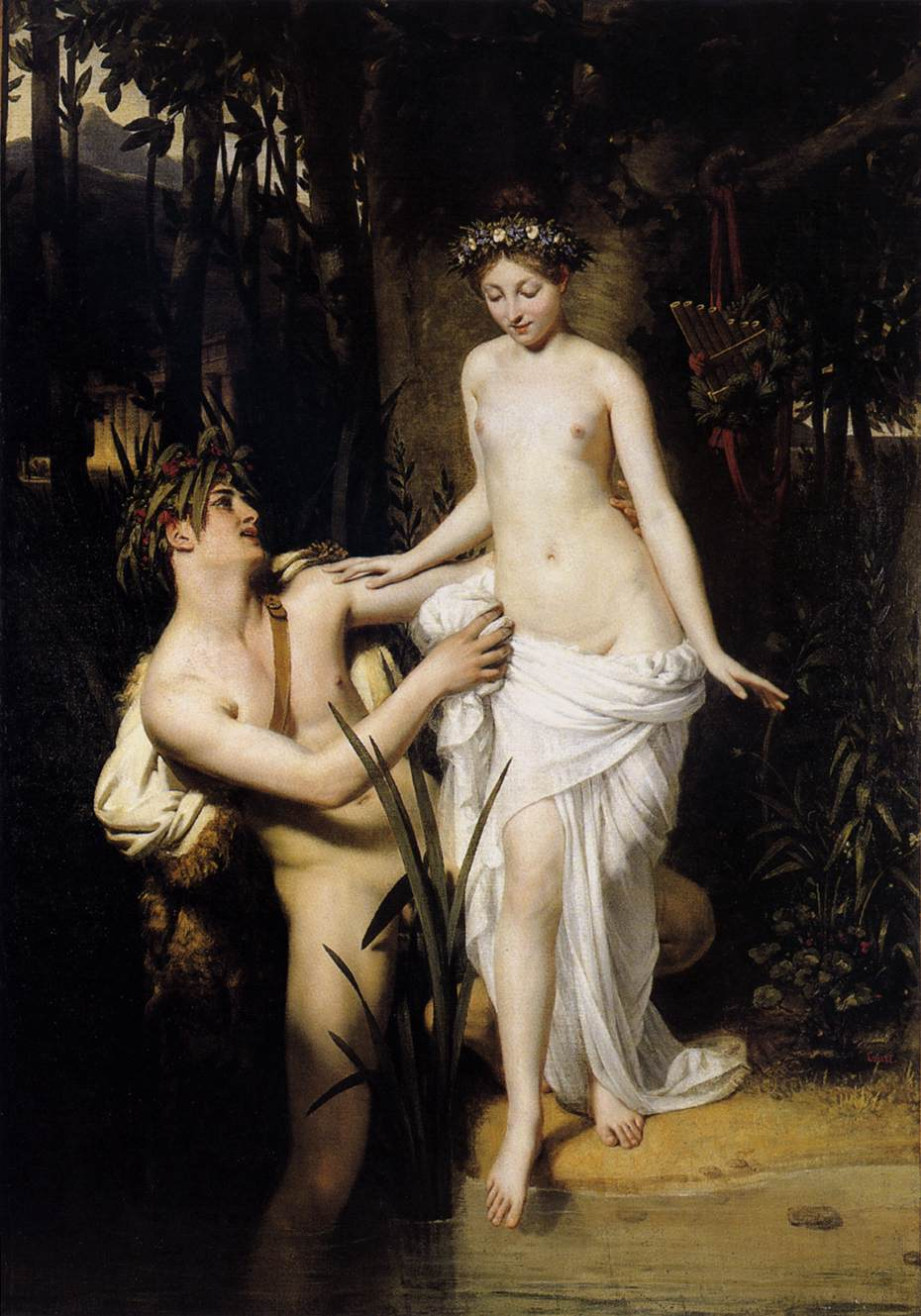
Фавн и Нимфа, 1824, Музей изящных искусств и кружева, Алансон, Франция.
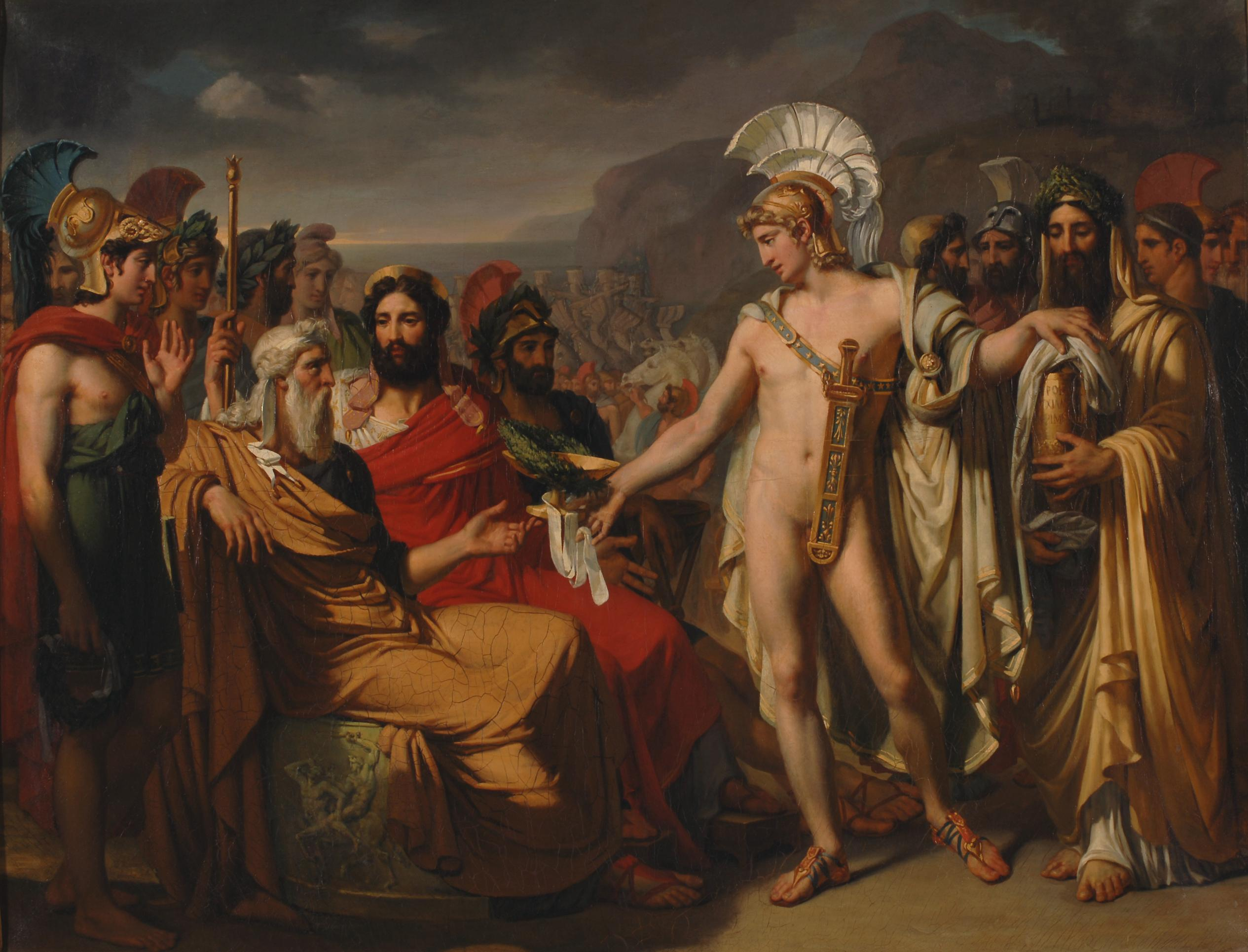
Ахилл вручает Нестору награду за мудрость на Олимпиаде. 1820, Музей изящных искусств, Руан.
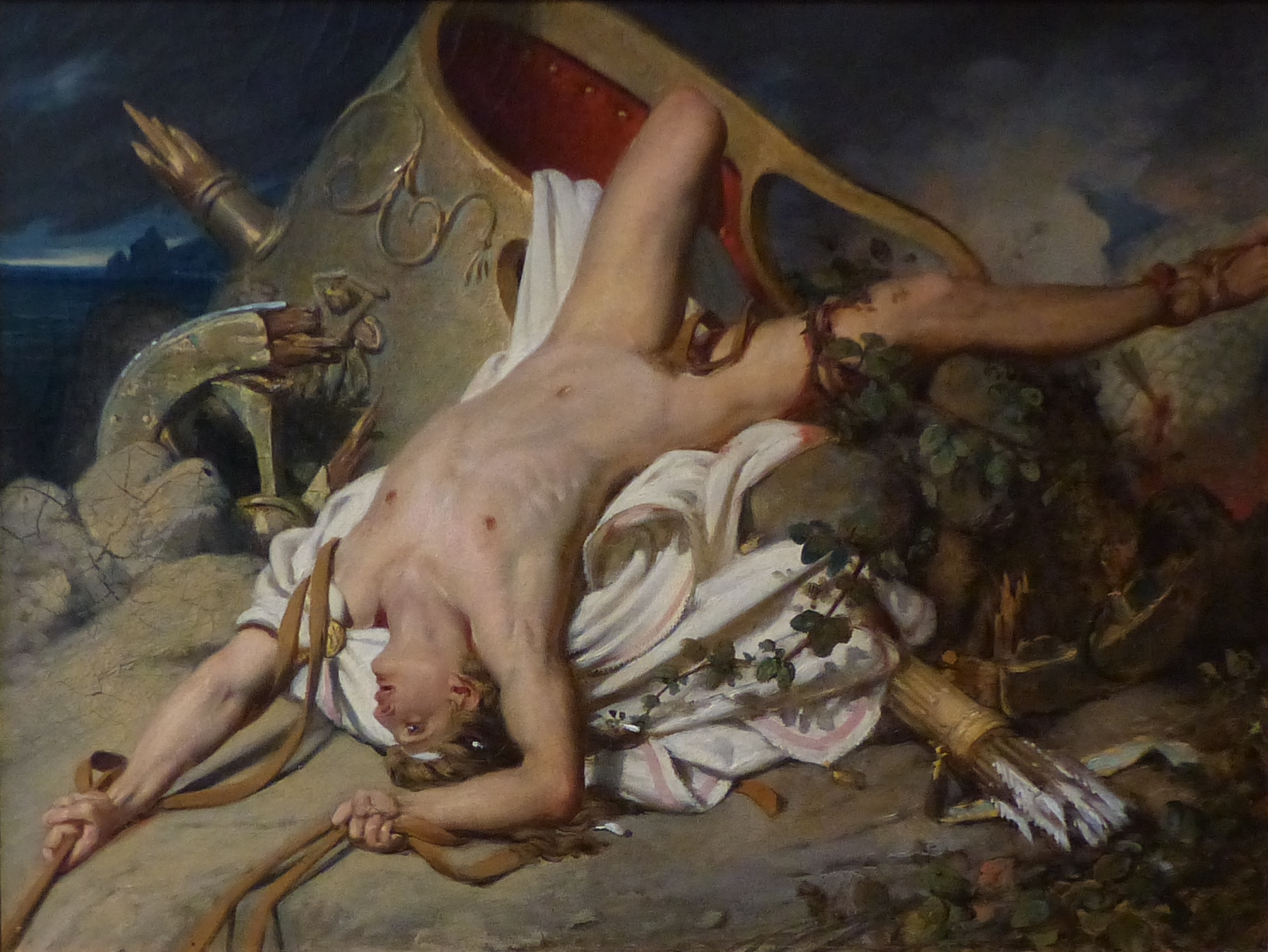
Смерть Ипполита, 1825, Музей Фабра.
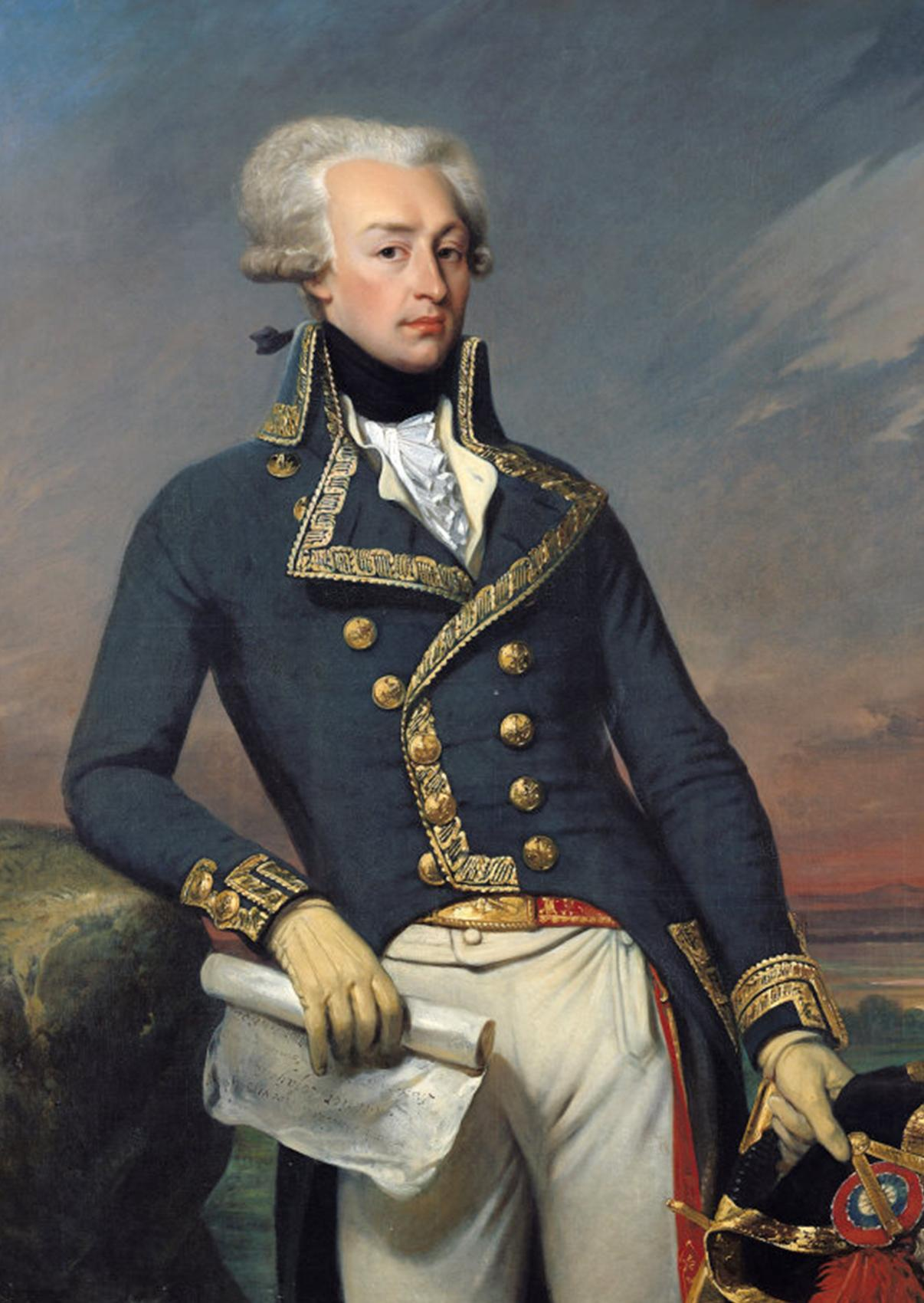
Маркиз де Лафайет, 1834, Версаль.
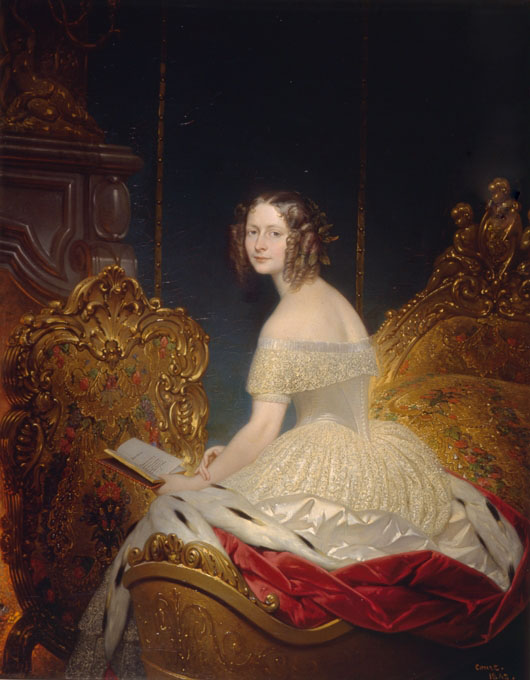
Великая княгиня Елена Павловна, 1842, Государственный Русский музей.
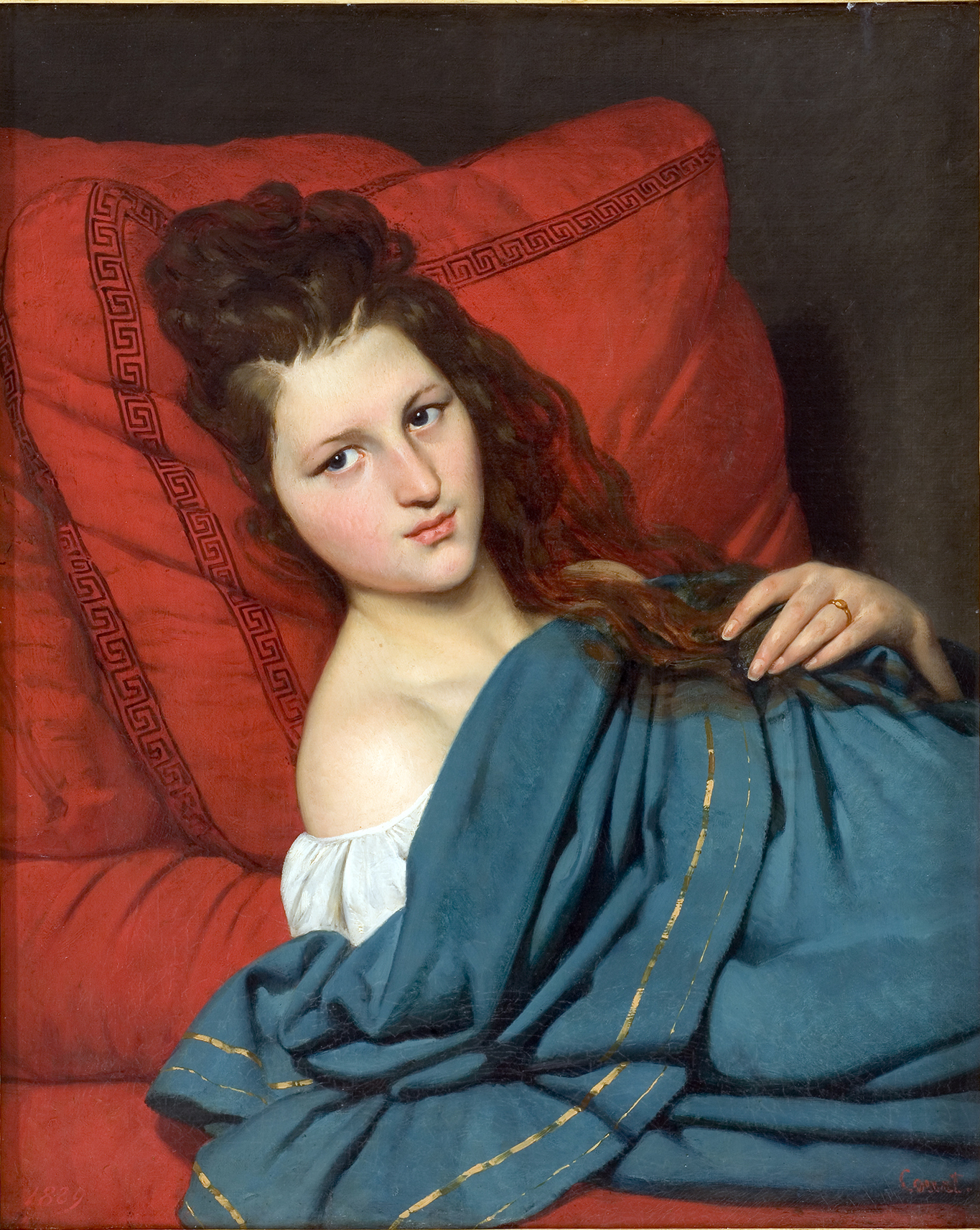
Женщина на диване, 1829, Музей Фабра.
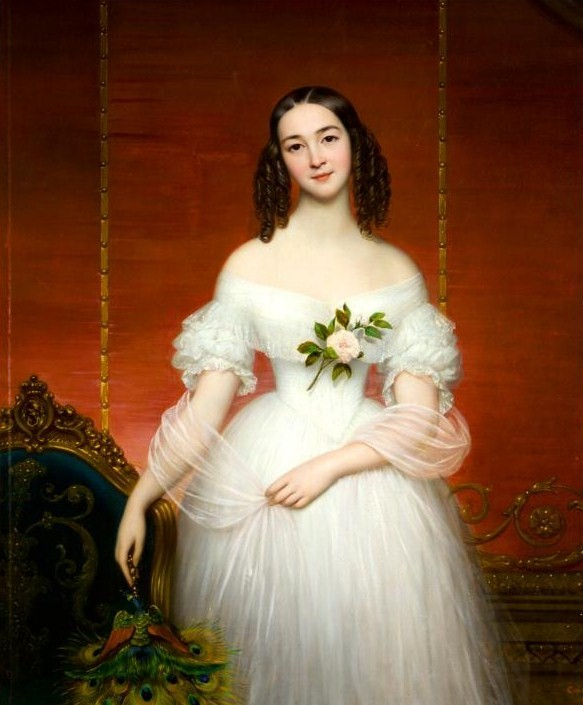
Портрет Ольги Алексеевны Щербатовой, в браке княгини Голицыной (1829–1879). 1840-е, Томский областной художественный музей.
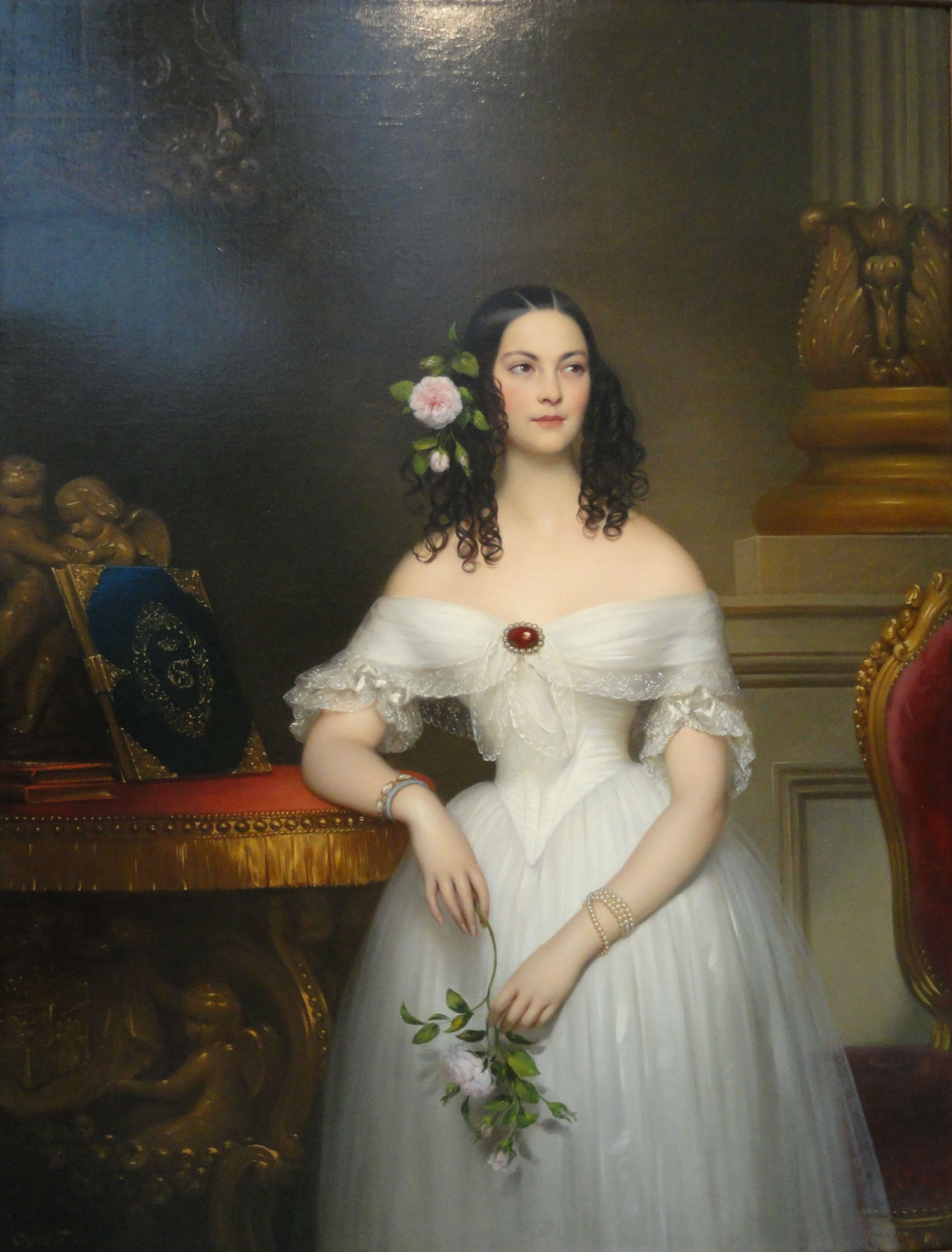
Портрет княжны Екатерины Алексеевны Щербатовой, в браке княгини Васильчиковой (1818—1869). Не позднее 1840, Государственный Эрмитаж.